# Valgelon-La Rochette
Valgelon-La Rochette ist eine französische Gemeinde mit 4.185 Einwohnern (Stand: 1. Januar 2022) im Département Savoie in der Region Auvergne-Rhône-Alpes. Sie gehört zum Arrondissement Chambéry und zum Kanton Montmélian.
Sie entstand als Commune nouvelle mit Wirkung vom 1. Januar 2019 durch die Zusammenlegung der bisherigen Gemeinden La Rochette und Étable, die in der neuen Gemeinde den Status einer Commune déléguée haben. Der Verwaltungssitz befindet sich im Ort La Rochette.

## Gliederung
| Ortsteil                      | ehemaliger INSEE-Code | Fläche (km²) | Einwohnerzahl zum 1. Januar 2022 |
| ----------------------------- | --------------------- | ------------ | -------------------------------- |
| La Rochette (Verwaltungssitz) | 73215                 | 4,66         | 3.754                            |
| Étable                        | 73111                 | 2,70         | .0431                            |

## Geographie
Die Gemeinde liegt rund 20 Kilometer südöstlich von Chambéry. Das Gemeindegebiet wird vom Fluss Gélon, einem Nebenfluss der Isère,  durchquert. Nachbargemeinden sind: Rotherens im Norden, La Table im Nordosten, Le Verneil im Osten, Presle im Südosten, Arvillard im Süden, Détrier im Südwesten, Villaroux im Westen sowie Saint-Pierre-de-Soucy und La Croix-de-la-Rochette im Nordwesten.